# Karl Hofacker

Karl Hofacker (ca. 1942)

Karl Hofacker (* 6. Juli 1897 in Luzern; † 22. Januar 1991) war ein Schweizer Bauingenieur und Hochschullehrer.

## Leben
Dem Studium des Bauingenieurwesens an der Eidgenössischen Technischen Hochschule Zürich von 1916 bis 1920 folgte von 1921 bis 1923 die Assistenzzeit bei Professor Arthur Rohn. Anschließend arbeitete Hofacker in einem Luzerner Ingenieurbüro, bis er 1929 zu Professor Max Ritter als Assistent ging und bei ihm 1936 promovierte. Er war 1942 bis 1967 Professor für Baustatik, Stahlbeton- und Brückenbau in den Abteilungen Architektur und Kulturingenieurwesen der Eidgenössischen Technischen Hochschule.

## Schriften
- Das Talsperrengewölbe: Allgemeine Untersuchung des kreisförmigen eingespannten Bogens nach der mathematischen Elastizitätstheorie, Promotionsarbeit, Zürich, 23. November 1935
- Kurs für Baustatik der "S.I.A.-Fachgruppe der Ingenieure für Brückenbau und Hochbau" in Verbindung mit dem Institut für Baustatik an der E.T.H. ETH-BIB, 1938
- Fortschritte im Holzbau, ETH-HDB, 1944
- Erddruck und Stützmauern, ETH-HDB, 1953
- Berechnung der Spannungen im prismatischen Stab ETH-HDB, 1957
- Stahlbeton Tabellen, FHNW-HB (Muttenz), 1969